# Adele
Adele Laurie Blue Adkins (wymowa: əˈdɛl, ur. 5 maja 1988 w Londynie) – brytyjska piosenkarka, kompozytorka oraz autorka tekstów.
W 2006 ukończyła naukę w Brytyjskiej Szkole Sztuki Widowiskowej i Technologii. Niedługo później otrzymała propozycję podpisania kontraktu płytowego z wytwórnią XL Recordings po tym, jak jej kolega umieścił kilka jej utworów w serwisie Myspace. W 2007 otrzymała nagrodę Brit w kategorii „Wybór krytyków”, a rok później została wyróżniona w plebiscycie BBC Sound of 2008. Również w 2008 wydała debiutancki album studyjny pt. 19, za który odebrała status siedmiokrotnej platynowej płyty w Wielkiej Brytanii i podwójnej platynowej płyty w Stanach Zjednoczonych.
Na początku 2011 wydała drugi album studyjny pt. 21, który zyskał bardzo dobre recenzje krytyków muzycznych i osiągnął międzynarodowy sukces komercyjny. Krążek uzyskał status 16-krotnej platynowej płyty w Wielkiej Brytanii i był czwartym najczęściej kupowanych albumem w historii brytyjskiego rynku muzycznego, jak również był płytą utrzymującą się najdłużej w historii na pierwszym miejscu amerykańskiej listy bestsellerów (od 1985) i uzyskał status diamentowej w USA. Do tej pory odnotowano ponad 30-milionową sprzedaż płyty. Album jest najdłużej utrzymującą się na szczycie notowań sprzedaży płytą w historii list bestsellerów w Wielkiej Brytanii i Stanach Zjednoczonych.
W 2013 wydała utwór „Skyfall”, który skomponowała, napisała i nagrała na potrzeby filmu o przygodach Jamesa Bonda o tym samym tytule. Po trzyletniej przerwie w wydawaniu albumów, w listopadzie 2015 zaprezentowała trzeci album studyjny pt. 25, który zadebiutował na pierwszym miejscu listy najczęściej kupowanych płyt na najważniejszych rynkach muzycznych oraz ustanowił nowe rekordy sprzedaży w Wielkiej Brytanii i Stanach Zjednoczonych. Pierwszym singlem z płyty została piosenka „Hello”, która zadebiutowała na szczycie list przebojów w wielu krajach na całym świecie oraz została pierwszym utworem w historii amerykańskiego rynku muzycznego, który został sprzedany w ponad milionowym nakładzie w ciągu tygodnia po premierze.
W 2021 wydała czwarty album studyjny pt. 30, który zajął pierwsze miejsce na listach przebojów w wielu krajach, a jego główny singiel promocyjny „Easy on Me” pobił rekord najczęściej odtwarzanej piosenki na Spotify w ciągu jednego dnia. W 2022 piosenkarka rozpoczęła swoją rezydenturę w Las Vegas, której zakończenie planowane jest na 2024.
Mając na koncie ponad 120 mln sprzedanych singli jest jedną z najlepiej sprzedających się artystów na świecie. Za swoje projekty muzyczne otrzymała m.in.: Oscara, Złoty Glob, 16 nagród Grammy, nagrodę Emmy, 12 statuetek BRIT, 18 Billboard Music Awards oraz Fryderyka. W 2011 i 2012 amerykański magazyn Billboard uznał Adele „Artystą roku”. W 2012 znalazła się na piątym miejscu plebiscytu na „najlepszą kobietę w muzyce” przygotowanym przez VH1, a magazyn Time uznał ją za jedną z najbardziej wpływowych osób na świecie. W styczniu 2023 znalazła się na liście 200 najlepszych piosenkarzy wszech czasów magazynu „Rolling Stone”, zajmując 22. miejsce.

## Życiorys

### Dzieciństwo i edukacja
Urodziła się 5 maja 1988 w szpitalu North Middlesex w dzielnicy Tottenham w Londynie jako córka osiemnastoipółletniej, niezamężnej Penny Adkins oraz walijskiego hydraulika Marka Evansa, który opuścił rodzinę dwa lata później. Jak sam przyznał, popadł w alkoholizm po śmierci swojego ojca, który zmarł z powodu raka jelita.

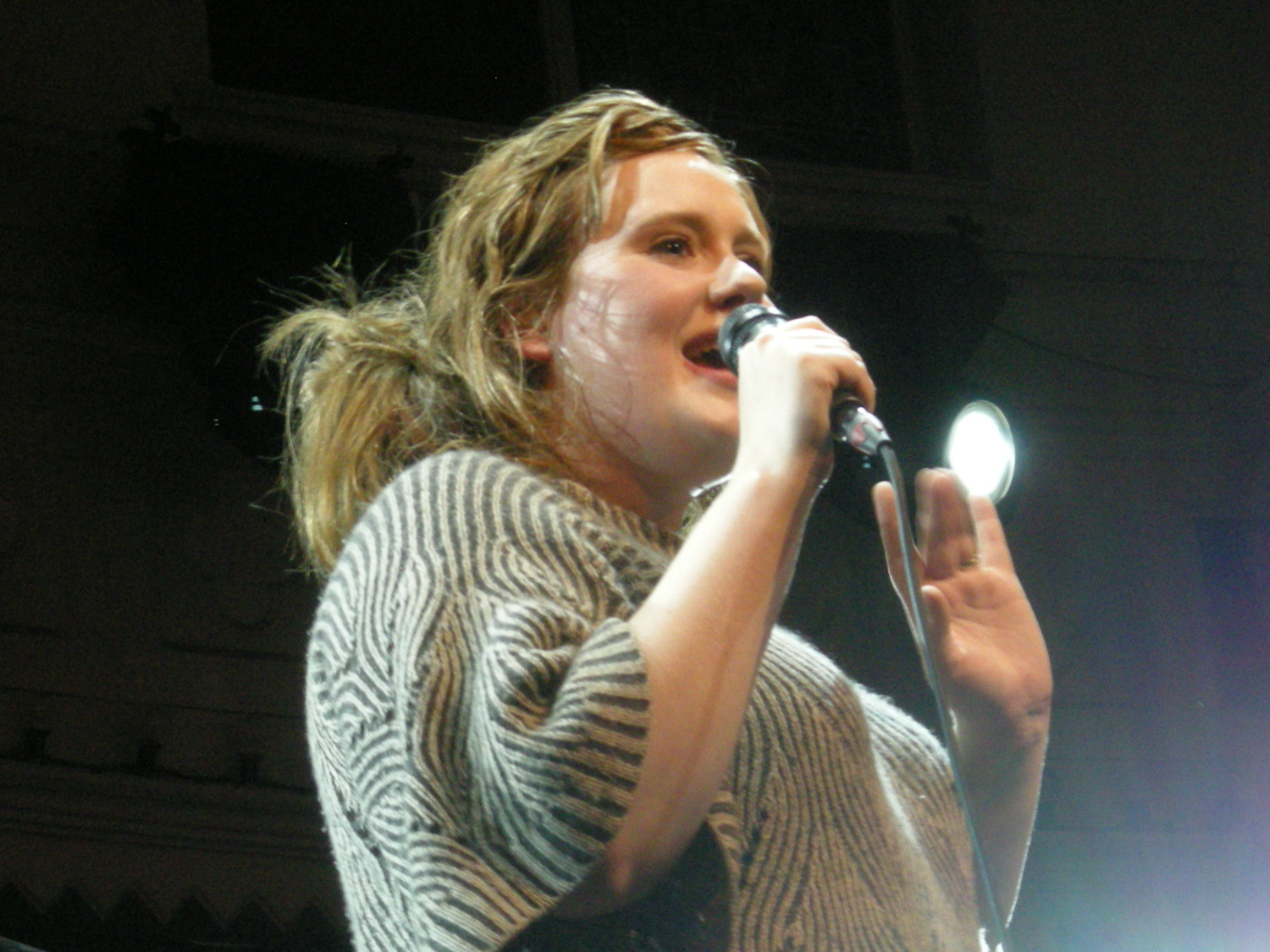
Adele podczas koncertu w Amsterdamie w 2008

Zaczęła śpiewać w wieku czterech lat, kiedy to zafascynowała się brzmieniem różnych głosów: Pasjami lubiłam słuchać, jak tony głosu zmieniają się od gniewnych do podnieconych, czy od radosnych do smutnych. Jak sama przyznała w jednym z wywiadów, w dzieciństwie częściej śpiewała, niż czytała. Pierwszym koncertem, na który zabrała ją matka, był występ zespołu The Cure w Funsbury Park. Kilka lat później umieściła jedną z ich piosenek, „Lovesong”, na swojej drugiej płycie zatytułowanej 21.
Jako pięciolatka zaczęła występować na przyjęciach wydawanych przez jej matkę. W 1997, mając 9 lat, przeprowadziła się z matką do Brighton. Dwa lata później obie przeniosły się do West Norwood, które okazało się inspiracją do utworu „Hometown Glory” napisanego przez 16-letnią Adele w 2004.
Jednym z najbardziej decydujących w jej życiu momentów był występ piosenkarki Pink w Brixton Academy: To była piosenka „Missundaztood”, więc miałam jakieś 13 albo 14 lat. Nigdy nie słyszałam w pomieszczeniu kogoś, kto tak śpiewa. Pamiętam to uczucie, jakbym była w tunelu aerodynamicznym, jej głos po prostu mnie uderzył. To było niesamowite. Duży wpływ na jej zauroczenie muzyką oraz późniejszą twórczość mieli także artyści, tacy jak zespół The Beautiful South, East 17, Gabrielle, Spice Girls, Tom Jones, Etta James czy Ella Fitzgerald. W 2003 została przyjęta do Brytyjskiej Szkoły Sztuki Widowiskowej i Technologii. Ukończyła naukę w szkole w maju 2006, a po ukończeniu szkoły planowała zostać szefem działu artystycznego (tzw. A&R) w wytwórni muzycznej.

## Kariera

### Początki
W lutym 2006 nagrała partie wokalne w utworze „Be Divine” rapera o pseudonimie Ricsta. Jest to pierwszy oficjalnie opublikowany utwór z udziałem piosenkarki. Cztery miesiące po ukończeniu nauki w BRIT School opublikowała dwie autorskie piosenki („Daydreamer” i „My Same”) na łamach czwartego internetowego wydania PlatformsMagazine.com. Niedługo potem nagrała swoją pierwszą demówkę zawierającą trzy utwory napisane na potrzeby szkolnego projektu, czyli „Daydreamer”, „My Same” oraz „Hometown Glory”, pierwszą autorską piosenkę w jej karierze. Jedną z płyt podarowała swojemu koledze Lyndonowi, który opublikował piosenki na portalu Myspace. Niedługo po publikacji zdobyły one popularność oraz zostały przesłuchane m.in. przez przedstawicieli wytwórni muzycznej Island Records oraz przez Richarda Russella, ówczesnego prezesa wytwórni XL Recordings, które zaproponował Adele podpisanie kontraktu płytowego. Ta początkowo wątpiła w autentyczność propozycji, jednak ostatecznie zdecydowała się na spotkanie z Russellem, na które poszła ze swoim kolegą Benem Thomasem. Nick Huggett, założyciel wytwórni XL, polecił Adele jej przyszłemu menedżerowi, Jonathanowi Dickinsowi z agencji September Management, z którym podpisała umowę o współpracy w czerwcu 2006. We wrześniu podpisała kontrakt płytowy z wytwórnią XL Recordings.

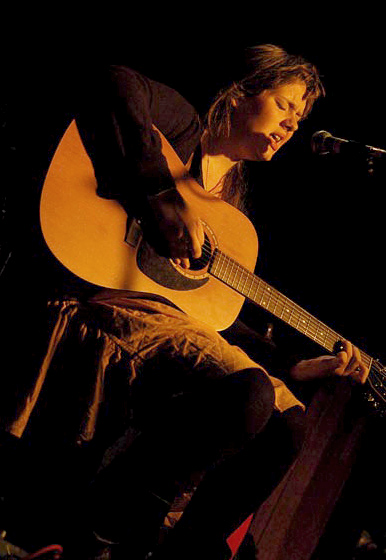
Adele podczas koncertu w londyńskim klubie Luminaire w 2007

Na początku 2007 zaśpiewała w kilku londyńskich pubach, a niedługo potem wyruszyła w krajową trasę koncertową jako support Jacka Peñate, którego poznała w serwisie Myspace. Nagrała dla niego partie wokalne do piosenki „My Yvonne”, która znalazła się na jego debiutanckim albumie pt. Matinée z października 2007. Podczas sesji nagraniowej poznała producenta Jima Abbissa, który później zajął się produkcją większości piosenek z jej dwóch pierwszych płyt, 19 i 21.

### 2007–2010:19
W czerwcu 2007 skończyła pracę nad materiałem na swoją pierwszą płytę, a także zaliczyła telewizyjny debiut, wykonując utwór „Daydreamer” w talk-show Later... with Jools Holland transmitowanym na kanale BBC. 22 października wydała debiutancki singiel, „Hometown Glory”. Kilka dni później wystąpiła gościnnie na koncercie Marka Ronsona w londyńskim Roundhouse, zagranym w ramach festiwalu BBC Electric Proms 2007. Również w 2007 razem z Willem Youngiem wystąpiła na charytatywnym koncercie w londyńskim Union Chapel – Mencap Music’s Little Noise Sessions, a także kontynuowała koncerty jako wsparcie dla Jacka Peñate i Devendry Banharta. 7 grudnia pojawiła się gościnnie w programie Friday Night with Jonathan Ross, w którym zaśpiewała utwór „Chasing Pavements”, a dzień później została ogłoszona laureatką nagrody Brit w kategorii „Wybór krytyków”.
W 2008 zaczęła występować solowo podczas koncertów akustycznych, podczas których wspierana była przez Damiena Rice’a. Na początku stycznia została ogłoszona laureatką Sound of 2008, plebiscytu telewizji BBC mającego na celu wskazanie brytyjskiego artysty, który odniesie sukces w kolejnym roku. 14 stycznia wydała swój drugi singiel – „Chasing Pavements”, który zadebiutował na drugim miejscu brytyjskiej listy przebojów. 28 stycznia wydała debiutancki album studyjny pt. 19. Płyta, zawierająca piosenki w większości napisane i skomponowane przez samą piosenkarkę, zadebiutowała na pierwszym miejscu listy najczęściej kupowanych albumów w Wielkiej Brytanii. Album zyskał głównie pozytywne recenzje od krytyków muzycznych oraz zapewnił piosenkarce wygraną podczas ceremonii wręczenia Urban Music Award w kategorii „najlepszy występ jazzowy”, a także nominację do Mercury Prize w kategorii „Album roku”, do nagrody Q w kategorii „Przełom roku” oraz do nagrody Music of Black Origin w kategorii „Najlepsza brytyjska artystka”. W marcu podpisała kontrakt z wytwórniami Columbia Records i XL Recordings, w myśl której działania promocyjne miały zostać rozszerzone o amerykański rynek muzyczny. W tym czasie wyruszyła również w minitrasę koncertową po Ameryce Północnej, a w czerwcu wydała swoją debiutancką płytę w całych Stanach Zjednoczonych. W kwietniu ukazał się jej nowy singiel, „Cold Shoulder”, zaś w maju jej inna piosenka, „Hometown Glory”, została wykorzystana w ostatnim, podwójnym odcinku czwartej serii serialu Chirurdzy, który obejrzało ponad osiemnaście milionów telewidzów.

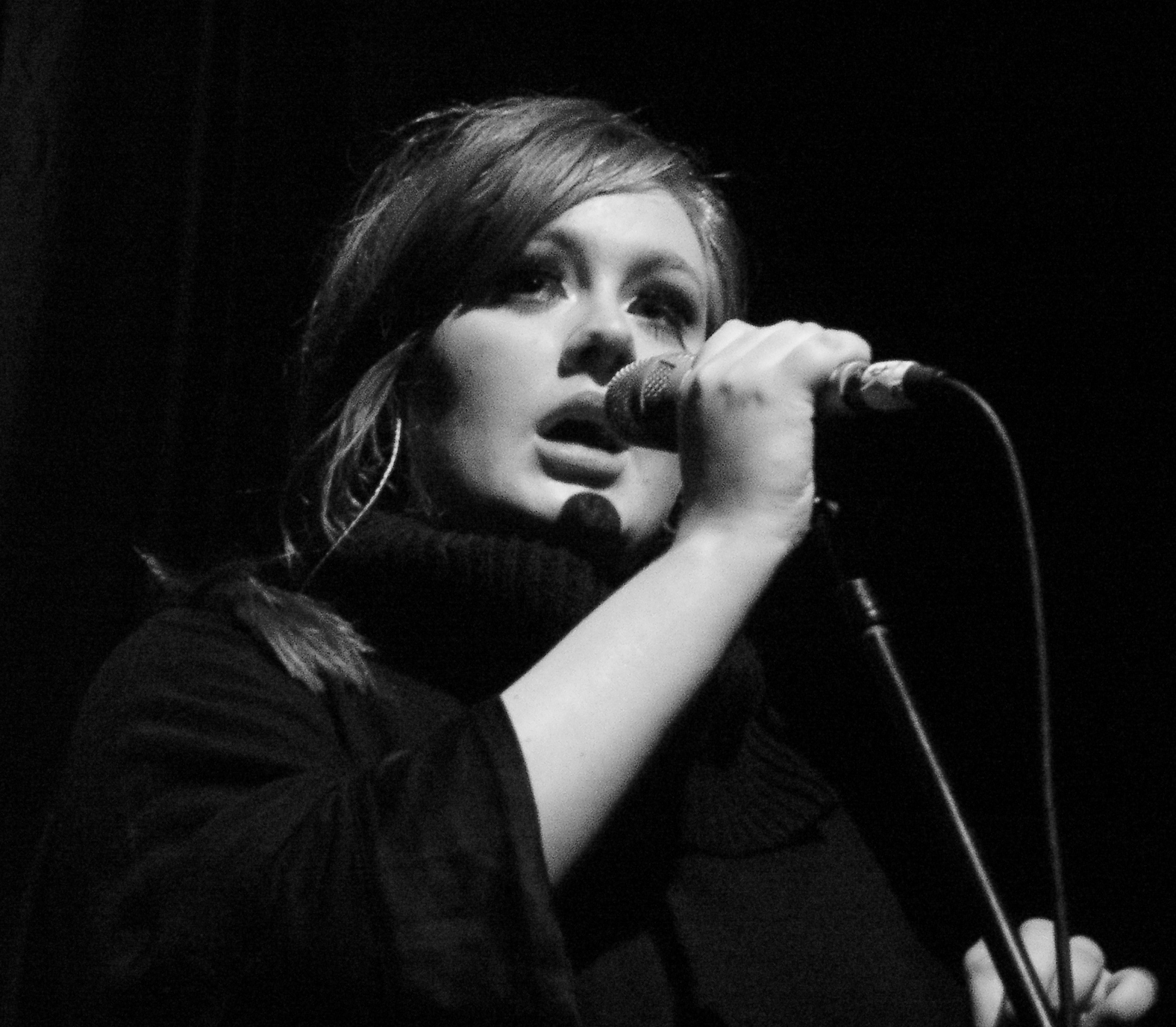
Adele podczas koncertu w styczniu 2009

Od maja 2008 do czerwca 2009 odbywała światową trasę koncertową zatytułowaną An Evening with Adele. 18 października wystąpiła jako gość muzyczny w programie Saturday Night Live transmitowanym przez telewizję NBC. Podczas odcinka artystka zaśpiewała piosenki „Chasing Pavements” i „Cold Shoulder”. Po programie odnotowano ponad 15-milionową oglądalność programu. Następnego dnia album 19 znalazł się na szczycie listy sprzedaży w serwisie iTunes oraz zajął piąte miejsce w zestawieniu na stronie sklepu internetowego Amazon.com. Płyta zajęła także 11. miejsce na amerykańskiej liście Billboard 200, awansując o 35 miejsc w porównaniu z poprzednim tygodniem. W tym samym miesiącu wydała singiel „Make You Feel My Love”, który był jej wersją piosenki Boba Dylana o tym samym tytule, a także wystąpiła koncertu inaugurującego festiwal BBC Electric Proms 2008, na którym zaśpiewała piosenkę „Baby It’s You”. 11 listopada po raz drugi wzięła udział na festiwalu Mencap Music’s LIttle Noise w Union Chapel, tym razem jednak jako główna gwiazda wieczoru. 8 lutego 2009 na 51. ceremonii wręczenia nagrody Grammy odebrała dwie statuetki za wygraną w kategoriach „najlepszy nowy artysta” i „najlepszy żeński wokalny występ popowy”. Była także nominowana do zdobycia nagród w kategoriach „nagranie roku” i „piosenka roku” (za „Chasing Pavements”). W tym samym miesiącu album 19 uzyskał status złotej płyty w Stanach Zjednoczonych, a w lipcu odnotowano jego sprzedaż w ponad 2,2 milionach egzemplarzy. 14 maja pojawiła się gościnnie w 22. odcinku serialu Brzydula Betty pt. In the Stars. 28 czerwca wzięła udział w koncercie organizowanym w amfiteatrze Hollywood Bowl w Los Angeles, a we wrześniu wystąpiła u boku takich artystek, jak Kelly Clarkson, Miley Cyrus, Jennifer Hudson czy Leona Lewis na charytatywnym koncercie Divas organizowanym w nowojorskiej Akademii Muzycznej w Brooklynie, z którego dochód został przeznaczony na rzecz umuzykalniania amerykańskich uczniów oraz wyposażenia szkół w instrumenty muzyczne.
W 2010 zdobyła nominację do nagrody Grammy za najlepszy żeński wokalny występ popowy (za piosenkę „Hometown Glory”). W kwietniu jej utwór „My Same” trafił na niemiecką listę przebojów po tym, jak Lena zaśpiewała własną wersję piosenki w programie Unser Star für Oslo, będącym krajowymi eliminacjami do 55. Konkursu Piosenki Eurowizji.

### 2010–2014:21

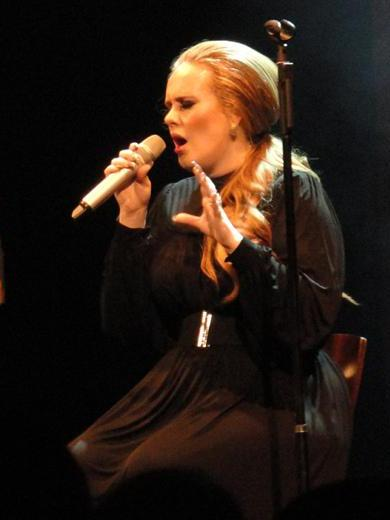
Adele podczas koncertu zagranego w Seattle w grudniu 2011

Od kwietnia do maja przebywała w Kalifornii, gdzie razem z Rickiem Rubinem nagrywała część materiału na nowy album w studiu muzycznym Shangri-La w Malibu. Nagrania albumu trwały do października, a w trakcie sesji nagraniowej w Londynie towarzyszył piosenkarce Paul Epworth. W listopadzie poinformowała, że płyta ukaże się w styczniu 2011. Zdradziła, że płyta będzie nosiła tytuł 21, co miało nawiązywać do jej wieku. Pod koniec listopada wydała pierwszy singiel zwiastujący nową płytę, czyli „Rolling in the Deep”, który zadebiutował na drugim miejscu brytyjskiej listy przebojów. 3 grudnia zaśpiewała przebój „Need You Now” razem z Dariusem Ruckerem z zespołu Lady Antebellum na koncercie Country Music Television. Za występ zdobyli nominację do Nagrody Muzycznej CMT za najlepszy występ roku.
24 stycznia 2011 wydała album studyjny pt. 21. Materiał na płytę napisała po zerwaniu ze swoim chłopakiem. Na krążku można usłyszeć inspiracje współczesną muzyką country oraz muzyką dawną, zaś zmiana brzmienia inspirowana była jedną z podróży autobusowej Adele w trakcie jej trasy koncertowej po Ameryce Południowej. Podczas jazdy kierowca puszczał w radiu współczesną muzykę z Nashville, która była dla piosenkarki „bardzo ekscytująca, ponieważ nigdy nie dorastała przy tego typu muzyce”. Album zyskał bardzo dobre recenzje od krytyków muzycznych i osiągnął międzynarodowy sukces komercyjny, docierając do pierwszego miejsca list najczęściej kupowanych albumów w Wielkiej Brytanii i Stanach Zjednoczonych, a także w kilkunastu innych krajach na całym świecie. Tego samego dnia wydała drugi singiel z płyty, „Someone Like You”, który napisała po tym, jak dowiedziała się, że jej były chłopak oświadczył się innej kobiecie. Pod koniec stycznia wzięła udział w minisesji Live Lounge dla BBC Radio 1. 15 lutego wystąpiła jako jeden z gości muzycznych podczas 31. ceremonii wręczenia nagród Brit. W trakcie gali dała emocjonalny występ z piosenką „Someone Like You”. Kilka dni po ceremonii obie płyty Adele (19 i 21) oraz oba single z nowej płyty („Rolling in the Deep” i „Someone Like You”) znalazły się (kolejno) w pierwszej piątce listy najczęściej kupowanych albumów oraz singli, dzięki czemu piosenkarka została pierwszym żyjącym artystą (od czasów zespołu The Beatles w 1964), którego dwa kolejne albumy oraz single znalazły się w pierwszej piątce obu najważniejszych notowań brytyjskiego rynku. Nowy singiel dotarł na pierwsze miejsce kilku światowych list przebojów oraz ustanowił nowe rekordy sprzedaży.
W lipcu 2011 wystąpiła podczas koncertu Heaven in London for Pride, a kilka dni później na iTunes Festival organizowanym w Roundhouse. 9 sierpnia wznowiła amerykańską trasę koncertową, a pod koniec miesiąca zaśpiewała utwór „Someone Like You” podczas 28. ceremonii wręczenia MTV Video Music Awards, na której odebrała za wideoklip do piosenki trzy statuetki za wygraną w kategoriach: najlepsza dyrekcja artystyczna, najlepszy montaż i najlepsza kinematografia. Kilka dni po zakończeniu ceremonii utwór „Someone Like You” dotarł do pierwszego miejsca amerykańskiej listy przebojów. W lutym 2012 do pierwszego miejsca listy dotarł również trzeci singiel z płyty, „Set Fire to the Rain”. Została tym samym pierwszą artystką w historii, której album utrzymywał się na pierwszym miejscu listy najczęściej kupowanych płyt w Stanach Zjednoczonych, a single z niego pochodzące znalazły się w tym czasie na szczycie listy przebojów.
Do grudnia 2011 album 21 został sprzedany w ponad 3,4 mln  egzemplarzy w samej Wielkiej Brytanii, gdzie został okrzyknięty najlepiej sprzedającą się płytą XXI wieku, pokonując płytę Back to Black Amy Winehouse. Adele została również pierwszą artystką w historii, która sprzedała trzy miliony swoich płyt w ciągu jednego roku kalendarzowego. Według magazynu „Billboard”, 21 jest najlepiej sprzedającą się płytą dekady 2010–2019.

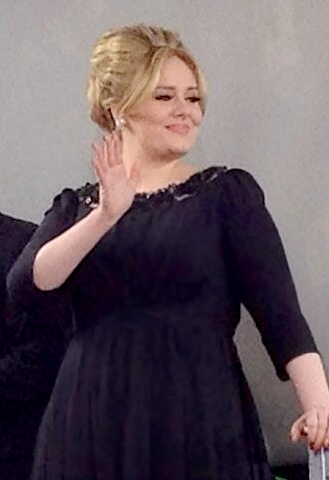
Adele podczas gali wręczenia Złotych Globów w 2013

W lutym 2012 powróciła na scenę występem podczas 54. ceremonii wręczenia nagród Grammy, na której zaśpiewała piosenkę „Rolling in the Deep” oraz odebrała sześć statuetek (w tym za album roku, piosenkę roku oraz nagranie roku). Po ceremonii płyta 21 osiągnęła najwyższy tygodniowy wynik sprzedaży w historii notowania Nielsen SoundScan, osiągając pułap 740 tys. sprzedanych egzemplarzy. Oprócz tego, piosenkarka zdobyła także dwie Brit Awards za wygraną w kategoriach „najlepsza brytyjska solistka” i „brytyjski album roku”. Była także nominowana do zyskania nagrody w kategorii „brytyjski singiel roku” (za „Someone Like You”). Po gali album 21 po raz 21. z rzędu znalazł się na szczycie brytyjskiego notowania najczęściej kupowanych płyt w kraju W grudniu poinformowano o łącznej sprzedaży płyty w ponad 4,5-milionowym nakładzie w kraju, co dało jej tytuł czwartego najczęściej kupowanego albumu w kraju w historii. W tym samym czasie odnotowano ponad 10-milionową sprzedaż 21 w USA, co dało albumowi status diamentowej płyty. Została tym samym jedyną artystką w historii amerykańskiego rynku muzycznego, która uzyskała ten certyfikat dzięki jednej płycie w mniej niż dwa lata.
W październiku 2012 potwierdzono, że jest odpowiedzialna za skomponowanie, napisanie i nagranie piosenki przewodniej filmu Skyfall opowiadającego o przygodach Jamesa Bonda. Utwór „Skyfall” napisała we współpracy z Paulem Epworthem, a jego nagranie odbyło się w Abbey Road Studios. 14 października singiel trafił na drugie miejsce brytyjskiej listy przebojów z wynikiem 92 tys. sprzedanych egzemplarzy oraz na ósme miejsce w notowaniu w USA, gdzie został sprzedany w ponad 261 tys. kopii. Ostatecznie singiel został sprzedany w ponad 2 mln egzemplarzy na świecie. Utwór został nagrodzony Złotym Globem dla najlepszej piosenki oryginalnej i Nagrodą Akademii Filmowej w tej samej kategorii. W grudniu została uznana za „artystę roku” według redakcji magazynu Billboard, a 21 zyskał tytuł „albumu roku”, dzięki czemu piosenkarka została pierwszą artystką, która wygrała w obu kategoriach dwa lata z rzędu. Występ piosenkarki z piosenką „Set Fire to the Rain” podczas 55. ceremonii wręczenia nagród Grammy zdobył statuetkę Grammy w kategorii „najlepszy popowy występ solowy”. Również w 2012 ukazała się pierwsza oficjalna biografia Adele pt. „Być jak... Adele”, której autorką została Caroline Sanderson.

### 2015–2017:25
23 października 2015 opublikowała singiel „Hello”, który zapowiadał trzeci album studyjny pt. 25. W ciągu 24 godzin uzyskał liczbę ponad 27,7 mln wyświetleń na YouTubie. Utwór „Hello” ustanowił również rekord w najszybszym uzyskaniu 100 mln odtworzeń (zajęło to pięć dni). Utwór zajął pierwsze miejsce w Billboard Hot 100, gdzie utrzymał się 10 tygodni. 21 stycznia teledysk do utworu przekroczył miliard wyświetleń w serwisie YouTube, ustanawiając rekord najszybszego przekroczenia 1 mld  wyświetleń (zajęło jej to 87 dni). Podczas 59. ceremonii wręczenia nagród Grammy odebrała pięć statuetek w kategoriach: album roku, najlepszy wokalny album – pop, nagranie roku, najlepsza piosenka roku i najlepsze solowe wykonanie – pop. Album 25 sprzedał się w nakładzie ponad 20 mln egzemplarzy.

### Od 2018:30

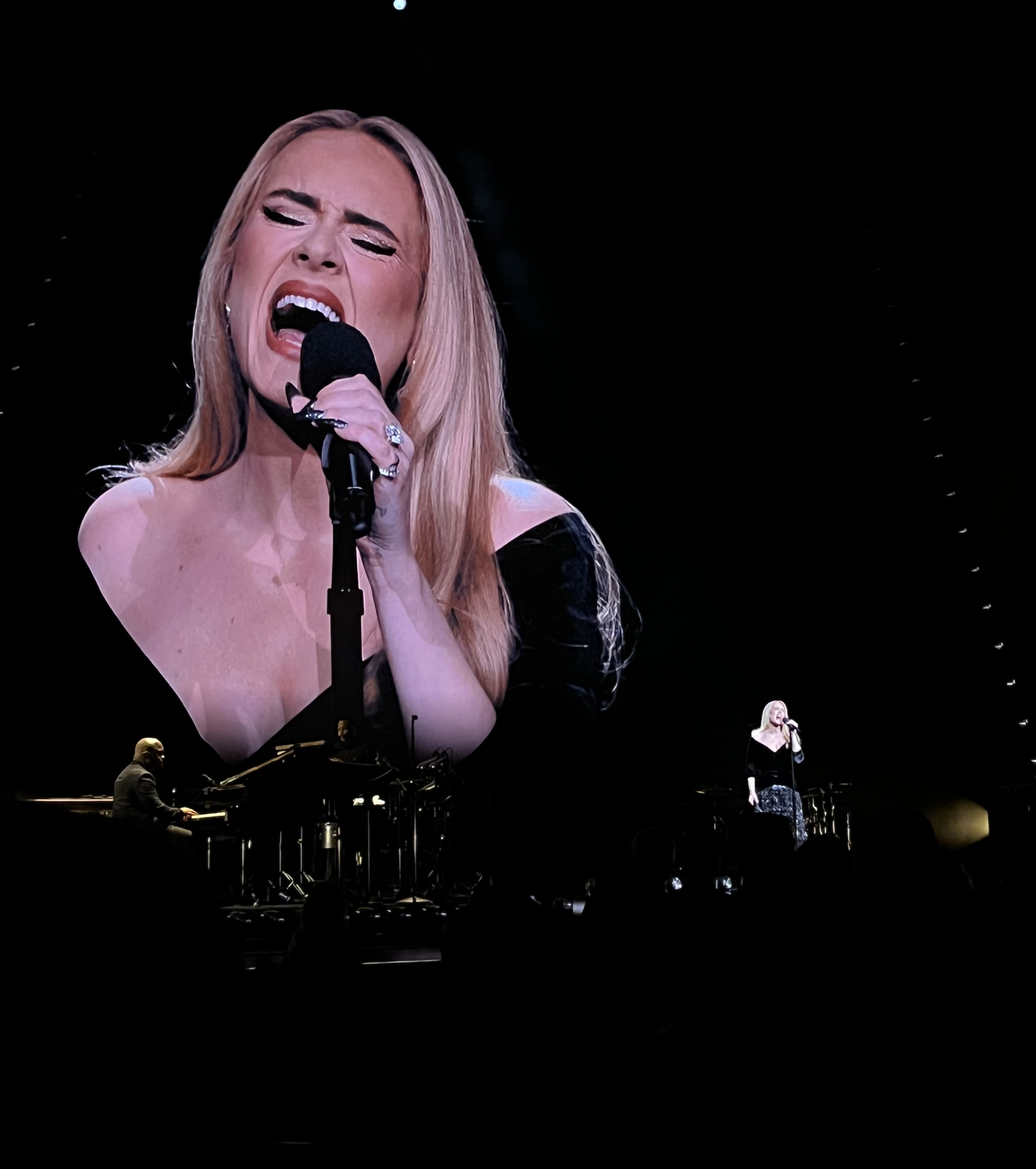
Adele występująca w trakcie swojej rezydencji (2023)

W 2018 rozpoczęła prace nad swoim czwartym albumem. W lutym 2020 na ślubie swojego przyjaciela ogłosiła, że jej nowa płyta ukaże się we wrześniu 2020, jednak jego premiera opóźniła się z powodu wybuchu pandemii COVID-19. 24 października 2020 powróciła do występów telewizyjnych po czterech latach przerwy, prowadząc jeden z odcinków programu Saturday Night Live. W październiku 2021 rozpoczęła kampanię promocyjną związaną z wydaniem albumu i potwierdziła, że płyta będzie nosić tytuł 30. W tym samym miesiącu także singiel zapowiadający album – „Easy on Me”, który zadebiutował na pierwszym miejscu list UK Singles Chart i Hot 100. 19 listopada wydała album pt. 30, który zaraz po premierze stał się najlepiej sprzedającym wydawnictwem muzycznym w 24 krajach, m.in. w Wielkiej Brytanii, gdzie został najlepiej sprzedającym się albumem roku.
8 lutego 2022 na 42. gali rozdania nagród Brit odebrała statuetki za wygraną w kategoriach: brytyjski artysta roku, najlepsza brytyjska piosenka (za „Easy on Me”) i brytyjski album roku (za 30). W trakcie ceremonii wykonała ona trzeci singiel promocyjny albumu „I Drink Wine”. W tym samym roku została wyróżniona nagrodą Emmy za produkcję występu telewizyjnego Adele One Night Only. Otrzymała również siedem nominacji do nagrody Grammy, a w trakcie 65. ceremonii wręczenia nagród zdobyła jedną statuetkę w kategorii najlepszy występ popowy, solo (za utwór „Easy on Me”).
30 listopada 2021 ogłosiła rozpoczęcie swojej pierwszej rezydencji w Las Vegas o nazwie Weekends with Adele. Koncerty zgodnie z planem miały odbywać się od 21 stycznia do 17 kwietnia 2022, jednak zdecydowano się przedłużyć rezydencję do lipca 2024. W styczniu 2024 poinformowano, że piosenkarka zagra dziesięć występów w specjalnie przygotowanej na to wydarzenie hali w Monachium. Podczas koncertu poinformowała że zamierza zrobić przerwę by odpocząć oraz poświęcić czas rodzinie. Jej ostatni koncert odbył się 23 listopada.

## Życie prywatne
Była związana z Simonem Koneckim. Mają syna, Angelo Jamesa (ur. 19 października 2012). W marcu 2016 oświadczyła, że wzięła ślub. W kwietniu 2019 media poinformowały, że para jest w separacji. We wrześniu 2019 Adele złożyła wniosek rozwodowy. W marcu 2021 rozwód został sfinalizowany. W listopadzie 2021 związała się z Richem Paulem – agentem gwiazd koszykówki. W sierpniu 2024 na jednym z jej koncertów trasy ,, Adele in munich" ogłosiła, że jest zaręczona
Pod koniec maja 2011, w połowie amerykańskiej trasy koncertowej pt. Adele Live, straciła głos z powodu infekcji gardła oraz zmęczenia. Niedługo później u piosenkarki rozpoznany został krwotok ze strun głosowych, a artystce zalecone było bezwzględne milczenie przez miesiąc. Tym samym musiała przerwać swoją trasę koncertową oraz wrócić do Londynu. W październiku 2011 ponownie straciła głos, a z powodu choroby odwołała występ na gali wręczenia nagród Q. Na przełomie października i listopada poddała się zabiegowi mikrochirurgii struny głosowej, który wykonuje dr Steven Zeitels, profesor Harvard i dyrektor Centrum Operacji Krtani i Rehabilitacji Głosu w Massachusetts (ang. Massachusetts Center for Laryngeal Surgery and Voice Rehabilitation).

## Dyskografia
| Rok  | Tytuł albumu |
| ---- | ------------ |
| 2008 | 19           |
| 2011 | 21           |
| 2015 | 25           |
| 2021 | 30           |

## Trasy koncertowe
| Rok       | Tytuł trasy           |
| --------- | --------------------- |
| 2008–2009 | An Evening with Adele |
| 2011      | Adele Live            |
| 2016–2017 | Adele Live 2016       |
| 2022–2024 | Weekends with Adele   |
| 2024      | Adele in Munich       |